# Andreas Leknessund
Andreas Rikardsen Leknessund (født 21. maj 1999 i Tromsø) er en professionel cykelrytter fra Norge, der er på kontrakt hos Uno-X Mobility.

## Karriere
Ved EM i landevejscykling 2020 blev han europæisk mester i enkeltstart for U23-herrerne. Ved mesterskaberne tre år før var han blevet europamester i juniorrækken. I 2019 og 2020 blev han norsk mester i enkeltstart.
På 2. etape af Tour de Suisse 2022 sikrede Leknessund sig sin første World Tour-sejr. Det var også hans første internationale seniorsejr. Tour de France 2022 var første gang Leknessund kørte et Grand Tour-løb.